# Alfa-beta-separation
Alfa-beta-separation är en investeringsfilosofi där fonder utgör grunden för sparandet. 
- Beta består av billiga och passivt förvaltade fonder, till exempel indexfonder eller börshandlade fonder som speglar ett index. Beta kan också vara obligationer eller certifikat.

- Alfa står för det speciella och specialiserade, till exempel hedgefonder. Alfa ska hitta felaktiga prissättningar på finansmarknaderna, utnyttja dem och skapa överavkastning. Förvaltningsavgifterna kan vara höga, men ska uppvägas av kvalitet, spetskompetens och en mycket aktiv förvaltning.

Förenklat kan alfa-beta-separation sägas vara en satsning på en rejäl bas av billigt indexsparande tillsammans med en dos aktiv förvaltning istället för att betala höga avgifter för fonder som är varken eller. Att hitta alfa har blivit en allt större utmaning på en genomanalyserad marknad. På så sätt har jakten på alfa lett till en allt större uppskattning av beta.

## Termernas bakgrund
Alfa och beta är centrala begrepp i den moderna portföljteorin, där alfa är ett riskjusterat mått på den så kallade aktiva avkastningen på en investering. Det är ett vanligt mätetal för uppskattning av en aktiv förvaltares förmåga att överträffa sitt jämförelseindex. Beta-koefficienten beskriver hur den förväntade avkastningen för en aktie eller portfölj är beroende av avkastningen hos den finansiella marknaden som helhet.
I en väldiversifierad portfölj är alfa-risken eliminerad, sålunda står beta för all risk i portföljen.